# Fermis paradoks
 Der er for få eller ingen kildehenvisninger i denne artikel, hvilket er et problem. Du kan hjælpe ved at angive troværdige kilder til de påstande, som fremføres i artiklen.

Fermis paradoks er den tilsyneladende modsætning mellem den logisk set høje sandsynlighed for, at der findes udenjordiske civilisationer og manglende beviser for, eller kontakt med, sådanne civilisationer.

## Hvad er Fermis Paradoks
Universets høje alder og dets enorme antal stjerner peger logisk set på, at hvis Jorden er typisk, så bør liv være almindeligt. Dette blev drøftet under en frokost med fysikerkolleger i 1950, hvor talen faldt på intelligent liv andre steder i vor galakse, Mælkevejen, spurgte Enrico Fermi: Hvor er de?, idet han nemlig indså det paradoksale i, at hvis der fandtes højt udviklede civilisationer i vor galakse, burde de på nuværende tidspunkt have spredt sig til hele galaksen, og følgelig skulle vi have mødt dem – eller i det mindste burde vi kunne opfange deres elektromagnetiske kommunikation.
"The apparent size and age of the universe suggest that many technologically advanced extraterrestrial civilizations ought to exist. However, this hypothesis seems inconsistent with the lack of observational evidence to support it."

## Drake-ligningen
Mange har lavet teorier og principper om Fermis Paradoks, men de mest nærtbeslægtede er Drake-ligningen.

## Teoretiske forklaringer på Fermis Paradoks
Visse teoretikere accepterer, at den tilsyneladende mangel på beviser godtgør fraværet af udenjordisk liv og forsøger at forklare hvorfor. Andre tilbyder mulige rammer, hvor tavshed kan forklares uden at udelukke muligheden for sådanne liv, herunder antagelser om ikke-jordisk adfærd og teknologi. Hver af disse hypoteser/forklaringer er i alt væsentlighed argumenter for at underminere styrken af en eller flere af betingelserne i Drakes ligning. Argumenterne udelukker generelt ikke hinanden. For eksempel kunne det tænkes, at liv er sjældent samtidig med, at tekniske civilisationer har tendens til at ødelægge sig selv, eller mange andre kombinationer af forklaringerne nedenfor.
- 5.1 Der findes i øjeblikket ingen andre civilisationer

o 5.1.1 Ingen andre civilisationer er opstået
o 5.1.2 Det er naturligt for intelligent liv at ødelægge sig selv
o 5.1.3 Det er naturligt for intelligent liv at ødelægge andre
o 5.1.4 Mennesket blev skabt alene
- 5.2 De findes, men vi ser ingen tegn

o 5.2.1 Kommunikation er umuligt på grund af målestok
o 5.2.2 Kommunikation er umuligt af tekniske årsager
o 5.2.3 De vælger ikke at interagere med os
o 5.2.4 De er her ubemærket

## En simpel forklaring på Fermis Paradoks?
En analyse af 850 stjerner med planeter viser, at massive planeter af Jupiter/Saturn-typen næsten udelukkende er observeret i kredsløb omkring spektralklasse F, G og K med højere metallicitet (målt som [Fe/H]) end Solen.
Af stjerner med en [Fe/H] metallicitet i forhold til Solens på ca. 0,3x(Sol) har kun ca. 3% af stjernerne planeter, ved 1x(Sol) ca. 4-5%, ved 1,75 x(Sol) ca. 12%, ved 2,33x(Sol) ca. 17% og ved 3x(Sol) ca. 25%.
Eftersom der er en ret god korrelation mellem høj metallicitet og unge stjerner (omend det omvendte – lav metallicitet og høj alder – er mindre sikkert), kan det korte svar på Fermis Paradoks så være, at der kun er liv på eksisterende planeter.
Hvis analysen er repræsentativ for planetdannelse generelt, er planeter i større antal en relativt ny foreteelse, som hovedsagelig forekommer ved 3.-4. generationsstjerner. Hvis vi antager (dvs. formoder) at tiden for livets udvikling på Jorden er typisk, er teknologiske civilisationer på exoplaneter endnu kun i deres tidlige faser, hvor rejser mellem stjernerne kun er en fremtidsdrøm. 